# 索斯諾維比爾 (丘胡伊夫區)
50°10′9″N 36°54′21″E / 50.16917°N 36.90583°E
索斯諾維比爾（烏克蘭語：Сосновий Бір）是位於烏克蘭東部的村莊，由哈爾科夫州丘胡伊夫区的沃夫昌斯克市鎮負責管轄。該村處於皮利納河左岸，始建於1775年，面積0.97平方公里，海拔高度132米，2001年人口154。